# Tiro con l'arco ai Giochi della XX Olimpiade
Si sono svolti 2 eventi: le gare individuali maschili e femminili.

## Podi

### Uomini
| Evento                 | Oro           | Argento        | Bronzo           |
| Individuale (dettagli) | John Williams | Gunnar Jervill | Kyoesti Laasonen |

### Donne
| Evento                 | Oro           | Argento          | Bronzo        |
| Individuale (dettagli) | Doreen Wilber | Irena Szydłowska | Ėmma Gapčenko |

## Medagliere
| Pos.   | Paese            | Oro | Argento | Bronzo | Totale |
| ------ | ---------------- | --- | ------- | ------ | ------ |
| 1      | Stati Uniti      | 2   | 0       | 0      | 2      |
| 2      | Polonia          | 0   | 1       | 0      | 1      |
| 2      | Svezia           | 0   | 1       | 0      | 1      |
| 4      | Finlandia        | 0   | 0       | 1      | 1      |
| 4      | Unione Sovietica | 0   | 0       | 1      | 1      |
| Totale | Totale           | 2   | 2       | 2      | 6      |